# Zenophleps alpinata
Zenophleps alpinata är en fjärilsart som beskrevs av Samuel E. Cassino 1927. Zenophleps alpinata ingår i släktet Zenophleps och familjen mätare. Inga underarter finns listade i Catalogue of Life.